# ليو زيليتا
ليو زيليتا (بالإنجليزية: Leo Zulueta)‏ هو فنان وشموم ‏ أمريكي، ولد في 18 مايو 1952 في بيثيسدا في الولايات المتحدة.

## روابط خارجية
- ليو زيليتا على موقع IMDb (الإنجليزية)